# Io sono Valdez
Io sono Valdez (Valdez Is Coming) è un film western del 1971 diretto da Edwin Sherin e tratto da un racconto di Elmore Leonard pubblicato in Italia con il titolo "Buoni e cattivi" nell'antologia Tutti i racconti western, successivamente ampliato nel romanzo Arriva Valdez (Valdez Is Coming).

## Trama
Il vice-sceriffo messicano Bob Valdez (Burt Lancaster) interviene in un conflitto a fuoco tra il ricco allevatore Tanner, assistito da un nutrito manipolo di sgherri pronti a tutto, ed un uomo di colore che si è asserragliato in una baracca con la sua compagna apache, la quale aspetta un bambino. Valdez, uomo di mezz'età e dal carattere mite e riflessivo, cerca di risolvere pacificamente la questione. Il ragazzo di colore è stato riconosciuto da Tanner come un disertore rinnegato, reo d'aver ucciso un suo amico ufficiale dell'esercito. Quando Valdez cerca di convincere l'uomo assediato ad arrendersi, è invece costretto a sparargli per legittima difesa, a causa dell'intervento inopportuno di un ragazzo del paese, Davis, che aspira a lavorare per Tanner.
Dopo che il ricercato è morto, si scopre che c'è stato un errore di persona: non era lui il rinnegato e presunto assassino riconosciuto da Tanner. Valdez, pieno di rimorso per quello che ha dovuto fare, vorrebbe convincere Tanner a risarcire almeno la donna apache, rimasta sola ad allevare l'orfano che nascera ' versando 100 dollari , mentre l'altra metà sarà a carico dei notabili del villaggio. Ma all'allevatore e rivenditore d'armi non importa nulla della sorte della donna e ordina anzi ai suoi uomini di dare una severa e dura lezione anche al messicano, allo scopo di intimidirlo. Nel frattempo si viene a sapere che Tanner intende sposare la vedova del suo amico, morto per mano del fantomatico rinnegato.
Valdez, a stento sopravvissuto alle brutalità della gente di Tanner al quale aveva rinnovato la richiesta dei 100 dollari (viene salvato all'ultimo momento dal giovane Davis, che si fa prendere da un inatteso scrupolo umanitario), riscopre il suo orgoglio e il suo eroico passato di militare dell'esercito, e non si dà per vinto. Guarito dalle ferite, attacca nuovamente la gente di Tanner e rapisce la futura moglie del suo nemico, facendosi inseguire sulle vicine montagne. In breve: il messicano si rivela essere un osso duro per la spavalda gente di Tanner.
Durante la fuga, Valdez scopre che la donna sua prigioniera è la vera responsabile della morte del marito. La donna inizia a coltivare una crescente ammirazione per il coraggio e la determinazione del suo rapitore. Quando infine Valdez viene raggiunto, gli uomini di Tanner sono stati decimati e i superstiti, tutti messicani, finiscono con il solidarizzare con il fuggiasco. Alla fine si rifiutano di giustiziarlo vigliaccamente, come pretenderebbe il loro capo, e lasciano invece Tanner e Valdez a regolare i conti in duello tra loro.
Valdez ancora chiede i 100 dollari per la vedova ma Tanner chiuso nel suo testardo orgoglio non cede ed estrae la pistola finendo ucciso da Valdez.